# Hydrichthella reticulata
Hydrichthella reticulata is een hydroïdpoliep uit de familie Ptilocodiidae. De poliep komt uit het geslacht Hydrichthella. Hydrichthella reticulata werd in 1978 voor het eerst wetenschappelijk beschreven door Bouillon. 